# Philocheras echinulatus
Philocheras echinulatus är en kräftdjursart som först beskrevs av Michael Sars 1861.  Philocheras echinulatus ingår i släktet Philocheras, och familjen Crangonidae. Enligt den svenska rödlistan är arten starkt hotad i Sverige. Arten förekommer i Götaland. Artens livsmiljö är havet.